# Radio MFM
MFM - Radio dla Makowa Mazowieckiego – nieistniejące już radio internetowe, nadające w formie podcastu, kierowane do społeczności miasta Makowa Mazowieckiego a także jego okolic. Charakter stacji był głównie informacyjny.
Radio MFM rozpoczęło emisję jako zwykłe radio internetowe 2 listopada 2010 roku, o godz. 7:00, audycją "Zacznij Dzień z MFM". Stacja nadawała 24 godziny na dobę, także poprzez telewizję kablową Spółdzielni Mieszkaniowej "Jubilatka" w Makowie Mazowieckim. W kwietniu 2011, radio przekształciło się w podcast. 
Stację założył Damian Gadomski, pracujący wcześniej w Radiu dla Ciebie. Był on dyrektorem programowym rozgłośni.
Radio MFM miało na swoim koncie transmisję na żywo z debaty przed wyborami samorządowymi 2010. 
Radio zakończyło swoją działalność 26 stycznia 2012 roku.

## Audycje i ich prowadzący
Audycje emitowane przed przekształceniem radia w podcast:
- "Czas na weekend!" – Paweł Otłowski, Anna Winiarek i Daniel Żegliński
- "Poranki z MFM" - Anna Winiarek, Daniel Żegliński, Damian Gadomski, Paweł Otłowski
- "Do odstrzału"  – Andrzej Szymon Olkowski i Paweł Otłowski
- "MFM Na Lajcie..." – Marta Jaźwińska, Jakub Podolak, Tomasz Otłowski i Marcin Majkowski
- "MFM Info" – magazyn informacyjny, prowadzą reporterzy: Edyta Hubska, Ewa Karol, Damian Karp i Anna Milewska
- "Nowości Muzyczne" – Tomasz Zbrzezny
- "Strumień Tylko Nowej Muzyki" – Aleksandra Chrzanowska i Kacper Jakub Nowicki

Stan na dzień 15 maja 2011:
- "90 Minut Dla Sportu" – Michał Łukaszewski i Tomasz Szymborski
- "A mnie to nie jest obojętne" – audycja autorska Jerzego Zelmana
- "Na Szlaku" – Edyta Hubska i Stanisław Myszka
- "Strefa Tajemnic" – Daniel Żegliński
- "Świat rowerów oczyma Jurka Zelmana" – audycja autorska Jerzego Zelmana